# Tom Selleck
Thomas William Selleck, detto Tom (Detroit, 29 gennaio 1945), è un attore statunitense, noto soprattutto per i suoi ruoli da protagonista nelle fortunate serie televisive Magnum, P.I. e Blue Bloods.

## Biografia
I suoi genitori erano Robert Dean Selleck, un investitore immobiliare, e Martha Jagger, casalinga. È di origini serbe da parte del padre. I genitori si trasferirono a Sherman Oaks, in California, durante la sua infanzia. Ha un fratello maggiore di nome Robert, una sorella di nome Martha e un fratello minore di nome Daniel. Si è diplomato alla Grant High School nel 1962.
Selleck frequentò poi Business administration alla University of Southern California con una borsa di studio per la pallacanestro e lavorò come modello, ma un talent scout gli suggerì la carriera di attore. Lasciò quindi l'università e prese a studiare recitazione alla Beverly Hills Playhouse con Milton Katselas. Dopo aver ricevuto la chiamata alle armi per la guerra del Vietnam, prestò servizio nel 160º reggimento di fanteria della Guardia nazionale dell'esercito della California dal 1967 al 1973.

### Carriera

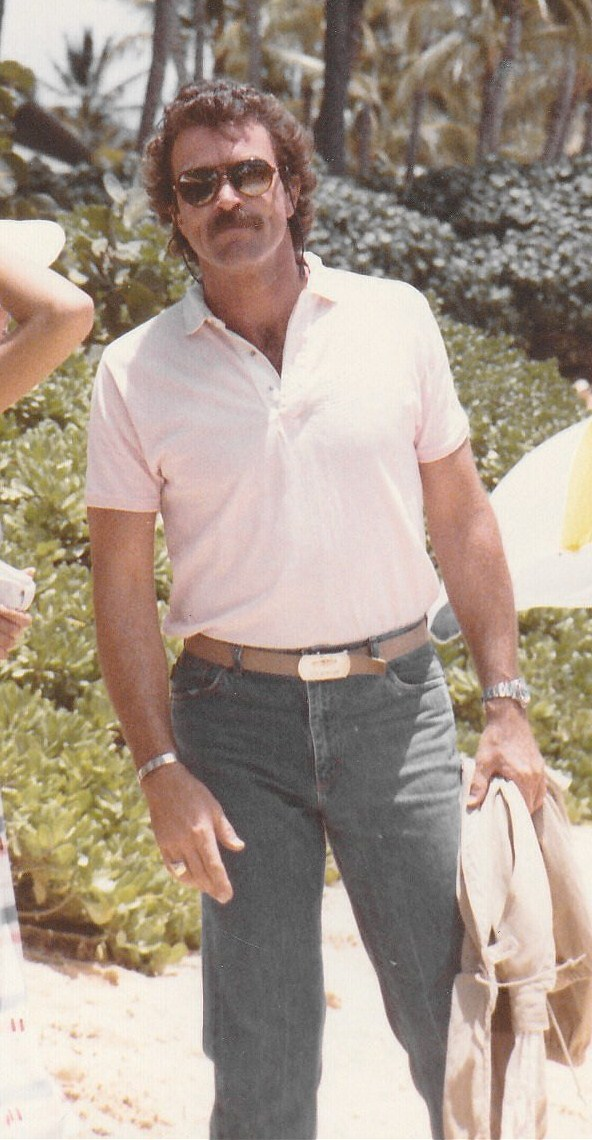
Tom Selleck sul set di Magnum P.I.

L'attore iniziò la sua carriera interpretando degli spot pubblicitari grazie al suo fisico da modello. In uno spot di un liquore recitò con Farrah Fawcett e ottenne brevi ruoli in film quali Il caso Myra Breckinridge (1970), I 7 minuti che contano (1971) e Coma profondo (1978). Negli anni settanta interpretò ruoli secondari in serie televisive di successo, e fu coprotagonista in un episodio della serie Charlie's Angels in cui interpretava (senza i baffi che divennero in seguito il suo tratto distintivo) il fidanzato di una delle protagoniste. Interpretò inoltre il ruolo di un investigatore privato, Lance White, concorrente "belloccio e ingenuo" del protagonista, nella serie TV Agenzia Rockford. Nonostante fosse apparso in pochi episodi, nelle interviste successive Selleck accreditò James Garner, protagonista della serie, come proprio "mentore" e rimase molto legato all'attore.
Nel 1980 Selleck divenne noto al grande pubblico quando gli fu affidato il ruolo di Thomas Magnum, protagonista nella famosa serie televisiva Magnum, P.I.: l'attore fu scelto dalla produzione dopo sei episodi pilota interpretati da altri attori e giudicati insoddisfacenti. La serie andò in onda con grande successo per otto stagioni fino al 1988. Il personaggio di Magnum P.I. divenne famoso per il suo abbigliamento in stile hawaiano, per il cappello da baseball dei Detroit Tigers che esibiva negli episodi e per la Ferrari 308 GTS che guidava. Il telefilm offre un'azzeccata miscela di umorismo e di azione e per la prima volta viene messa in evidenza la problematica dei reduci del Vietnam. Magnum, Rick e T.C. sono infatti degli ex combattenti e in molti episodi i ricordi di guerra affiorano con un montaggio in bianco e nero. Il fascino innato di Selleck fece del personaggio un sex symbol per molti anni.
In quel periodo a Selleck venne offerta la parte di Indiana Jones nel primo film della fortunata serie di Steven Spielberg, I predatori dell'arca perduta (1981) ma, avendo già firmato un contratto per Magnum, P.I., l'attore dovette rinunciare, e il ruolo andò a Harrison Ford.

Tom Selleck con la Principessa Diana Spencer, la first lady Nancy Reagan e, sullo sfondo, il principe Carlo d'Inghilterra e il presidente degli Stati Uniti Ronald Reagan a un ricevimento alla Casa Bianca nel 1985

Tra gli anni ottanta e novanta del XX secolo interpretò numerosi film, spaziando dai western come Ombre a cavallo (1982), alle commedie come Tre scapoli e un bebè (1987) o Alibi seducente (1989), all'avventura con Lassiter lo scassinatore (1984), al dramma con Un uomo innocente (1989), alla fantascienza con Runaway (1984), dimostrando versatilità e buone capacità di interprete, tuttavia rimase legato al personaggio di Magnum P.I. che gli aveva dato la fama. Nel 1990 interpretò con successo un western ambientato in Australia, Carabina Quigley, il cui soggetto era stato pensato per Steve McQueen.
Negli anni novanta recitò in alcuni film di poco successo, fino alla sua fortunata partecipazione alla commedia In & Out (1997), con Kevin Kline, in cui interpretò un giornalista omosessuale, ruolo assai insolito per un attore che era stato per anni un simbolo del machismo. Fu anche una delle sue poche apparizioni senza i celebri baffi. Dal 1996 al 2000 recitò in 10 episodi della serie televisiva Friends nel ruolo di Richard Burke, ex fidanzato di una delle protagoniste, e nel 2003 fu il protagonista del film televisivo Monte Walsh - Il nome della giustizia, nella parte del malinconico cowboy Monte Walsh, per il quale ottenne molte recensioni positive.
Nel 2004 interpretò il ruolo del generale Dwight D. Eisenhower nel film per la TV L'alba del D-Day (realizzato dalla A & E), incentrato sulla pianificazione e la preparazione per l'invasione della Normandia del 1944, e Selleck fu lodato dalla critica per la sua interpretazione di Eisenhower. Apparve inoltre in un ruolo ricorrente nel telefilm della ABC Boston Legal come Ivan Tiggs, ex marito in difficoltà di Shirley Schmidt (impersonata da Candice Bergen). Dal 2005 è stato il protagonista di una serie di film televisivi dedicati al detective Jesse Stone, personaggio ideato dallo scrittore Robert B. Parker, uno dei maggiori e più prolifici scrittori di polizieschi statunitense. La serie comprende nove film, l'ultimo uscito nell'ottobre 2015. Oltre a interpretare il protagonista, Selleck è stato anche il produttore. Il quinto film, Jesse Stone: Thin Ice, non è stato adattato dai romanzi di Parker, ma era una storia originale di Selleck.
Nel 2007 è subentrato a James Caan nella serie televisiva Las Vegas, interpretando A.J. Cooper, il nuovo proprietario del casinò Montecito, e ha partecipato come doppiatore al classico Disney I Robinson - Una famiglia spaziale.
Dal 2010 è il coprotagonista della serie TV poliziesca di successo Blue Bloods, prodotta della CBS.

## Vita privata

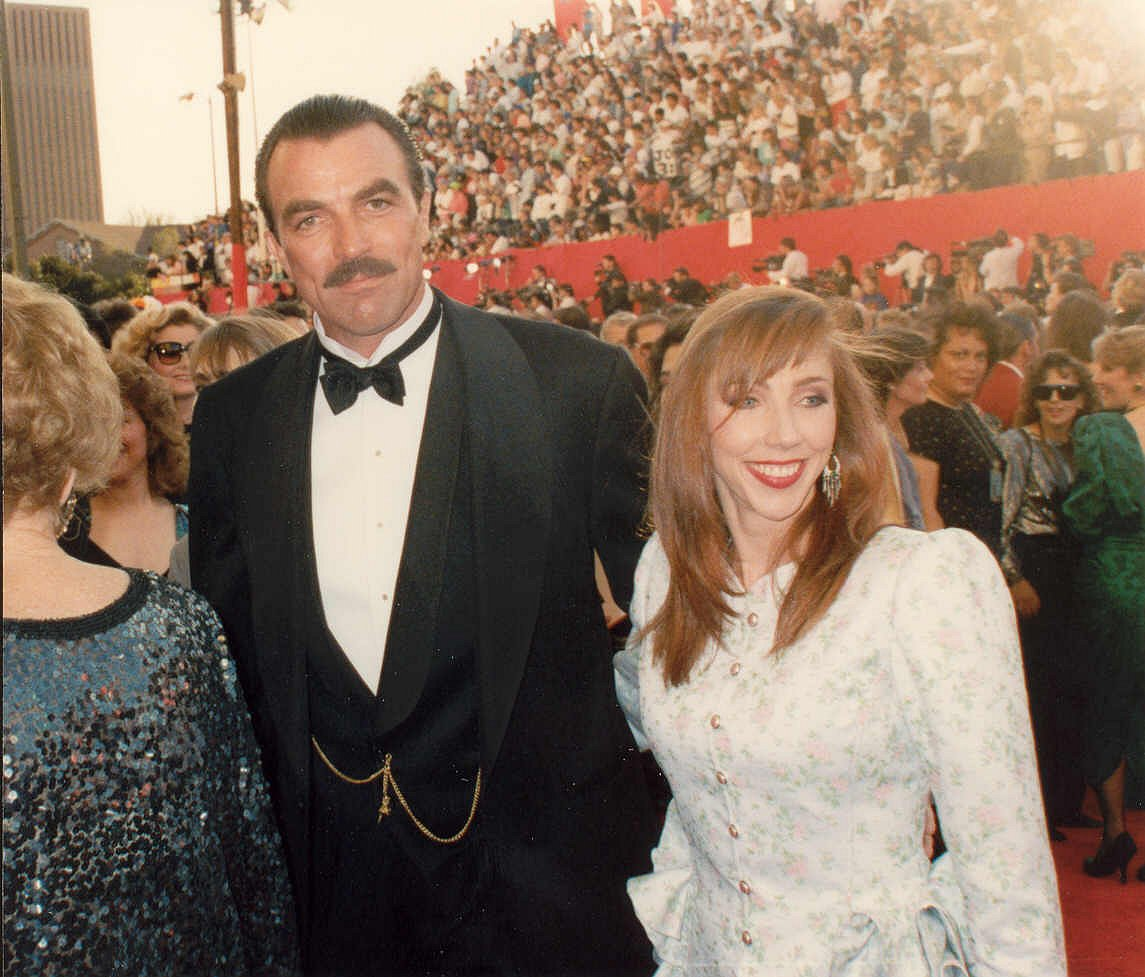
Tom Selleck con la seconda moglie Jillie Mack (1989)

Tom Selleck è stato sposato con la modella Jacqueline Ray dal 1971 al 1982 e durante il matrimonio ha adottato il figlio di lei, Kevin Shepard (nato nel 1966).
Il 7 agosto 1987 ha sposato l'attrice e ballerina Jillie Mack, conosciuta nel 1983 a Londra dove lei interpretava il ruolo di protagonista nel musical Cats. I due hanno celebrato il matrimonio sotto pseudonimo (Tom Jenkins e Suzie Mack) in una cerimonia veloce a Lake Tahoe, in California, per evitare il clamore.
Hanno una figlia, Hannah Margaret Selleck (1988) che, dopo essersi laureata presso la Loyola Marymount University, ha deciso di praticare l'equitazione, passione che ha coltivato sin da piccola e che le ha fruttato la vittoria di molti premi. La famiglia vive nel villaggio di Thousand Oaks-Westlake, in California, in un ranch di 65 acri con un recinto per cavalli e una fattoria di avocado.
Selleck è un appassionato di hockey su ghiaccio e per un certo periodo è stato proprietario di una quota di minoranza della sua squadra di baseball preferita fin dall'infanzia, i Detroit Tigers. Larry Manetti, co-protagonista di Magnum P.I., nel suo memoriale del 1996 Aloha Magnum, ha elogiato Selleck per la sua straordinaria etica del lavoro nonché per il suo impegno con le associazioni caritatevoli hawaiane.
Il 28 aprile 2000 ha ricevuto una laurea ad honorem dalla Pepperdine University per la sua etica e il suo comportamento fuori dalle scene. L'attore è infatti un membro portante del no-profit Istituto Michael Josephson di Etica, ed è anche cofondatore del Character Counts Coalition.
Nel febbraio 2009 Selleck è entrato a far parte del Vietnam Veterans Memorial Fund come portavoce nazionale per il nuovo Centro in costruzione nel National Mall. Selleck è un membro del Consiglio di amministrazione e portavoce pubblico della National Rifle Association of America (NRA) dopo che il suo amico Charlton Heston si è dimesso per problemi di salute ed è il portavoce pubblico dal 2003, Nel 2002 Selleck ha donato alla NRA il fucile che aveva usato nel film Carabina Quigley, insieme ad altre armi da fuoco dei suoi film, per la mostra "Real Guns of Reel Heroes", tenutasi al National Firearms Museum di Fairfax, in Virginia.
Nelle elezioni presidenziali del 2016, Selleck non ha sostenuto né Hillary Clinton né Donald Trump, scrivendo invece all'ex capo del dipartimento di polizia di Dallas David Brown, dicendo di essere stato profondamente toccato dalla grazia e dalla leadership che Brown ha mostrato durante la strage di Dallas del 2016.

## Filmografia

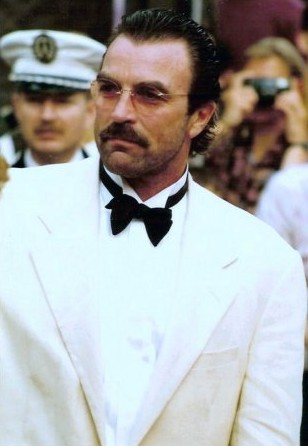
Tom Selleck al Festival di Cannes 1992

### Cinema
- Il caso Myra Breckinridge (Myra Breckinridge), regia di Michael Sarne (1970)
- I 7 minuti che contano (The Seven Minutes), regia di Russ Meyer (1971)
- Daughters of Satan, regia di Hollingsworth Morse (1972)
- Terminal Island - L'isola dei dannati (Terminal Island), regia di Stephanie Rothman (1973)
- La battaglia di Midway (Midway), regia di Jack Smight (1976)
- A caro prezzo (The Washington Affair), regia di Victor Stoloff (1977)
- Coma profondo (Coma), regia di Michael Crichton (1978)
- The Gypsy Warriors, regia di Lou Antonio (1978)
- Avventurieri ai confini del mondo (High Road to China), regia di Brian G. Hutton (1983)
- Lassiter lo scassinatore (Lassiter), regia di Roger Young (1984)
- Runaway, regia di Michael Crichton (1984)
- Tre scapoli e un bebè (3 Men and a Baby), regia di Leonard Nimoy (1987)
- Alibi seducente (Her Alibi), regia di Bruce Beresford (1989)
- Un uomo innocente (An Innocent Man), regia di Peter Yates (1989)
- Carabina Quigley (Quigley Down Under), regia di Simon Wincer (1990)
- Tre scapoli e una bimba (3 Men and a Little Lady), regia di Emile Ardolino (1990)
- Guai in famiglia (Folks!), regia di Ted Kotcheff (1992)
- Campione per forza (Mr. Baseball), regia di Fred Schepisi (1992)
- Cristoforo Colombo - La scoperta (Christopher Columbus: The Discovery), regia di John Glen (1992)
- Open Season, regia di Robert Wuhl (1995)
- In & Out, regia di Frank Oz (1997)
- La lettera d'amore (The Love Letter), regia di Peter Chan (1999)
- Killers, regia di Robert Luketic (2010)

### Televisione
- Lancer – serie TV, episodio 1x14 (1969)
- Al banco della difesa (Judd for the Defense) – serie TV, 2 episodi (1969)
- The Movie Murderer, regia di Boris Sagal – film TV (1970)
- Bracken's World – serie TV, 8 episodi (1969-1970)
- Sarge – serie TV, 1 episodio (1971)
- The Wide World of Mystery – serie TV, 1 episodio (1973)
- Febbre d'amore (The Young and the Restless) – serie TV (1973)
- F.B.I. (The F.B.I.) – serie TV, 1 episodio (1973)
- Difesa a oltranza (Owen Marshall: Counselor at Law) – serie TV, 1 episodio (1973)
- A Case of Rape, regia di Boris Sagal – film TV (1974)
- Lucas Tanner – serie TV, 1 episodio (1975)
- Marcus Welby (Marcus Welby, M.D.) – serie TV, 3 episodi (1974-1975)
- Mannix – serie TV, 1 episodio (1975)
- Returning Home, regia di Daniel Petrie – film TV (1975)
- Le strade di San Francisco (The Streets of San Francisco) – serie TV, 1 episodio (1975)
- Doctors' Hospital – serie TV, 1 episodio (1976)
- Squadra Most Wanted (Most Wanted) – serie TV, 1 episodio (1976)
- Charlie's Angels – serie TV, episodio 1x05 (1976)
- Bunco, regia di Alexander Singer – film TV (1977)
- Operazione Superdome (Superdome), regia di Jerry Jameson – film TV (1978)
- L'avventura dei Sackett (The Sacketts), regia di Robert Totten – miniserie TV (1979)
- Taxi – serie TV, 1 episodio (1978)
- Stockard Channing in Just Friends – serie TV, 1 episodio (1979)
- Nashville detective (Concrete Cowboys), regia di Burt Kennedy – film TV (1979)
- Agenzia Rockford (The Rockford Files) – serie TV, 2 episodi (1978-1979)
- The Chinese Typewriter, regia di Lou Antonio – film TV (1979)
- Divorce Wars: A Love Story, regia di Donald Wrye – film TV (1982)
- Ombre a cavallo (The Shadow Riders), regia di Andrew V. McLaglen – film TV (1982)
- Simon & Simon – serie TV, episodio 2x01 (1982)
- La signora in giallo (Murder, She Wrote) – serie TV, episodio 3x08 (1986)
- Magnum, P.I. – serie TV, 158 episodi (1980-1988)
- Fiducia tradita (Broken Trust), regia di Geoffrey Sax – film TV (1995)
- Ruby Jean and Joe, regia di Geoffrey Sax – film TV (1996)
- Friends – serie TV, 10 episodi (1996-2000)
- Ultima fermata Saber River (Last Stand at Saber River), regia di Dick Lowry – film TV (1997)
- The Closer – Serie TV, 10 episodi (1998)
- Tutte le donne del presidente (Running Mates), regia di Ron Lagomarsino – film TV (2000)
- Fuoco incrociato (Crossfire Trail), regia di Simon Wincer (2001)
- Touch 'Em All McCall (2003)
- Monte Walsh - Il nome della giustizia (Monte Walsh), regia di Simon Wincer (2003)
- L'estate della nostra vita (Twelve Mile Road), regia di Richard Friedenberg (2003)
- Falsa accusa (Reversible Errors), regia di Mike Robe (2004)
- L'alba del D-Day (Ike: Countdown to D-Day), regia di Robert Harmon (2004)
- Stone Cold - Caccia al serial killer (Stone Cold), regia di Robert Harmon (2005)
- Night passage - Passaggio nella notte (Jesse Stone: Night Passage), regia di Robert Harmon (2006)
- Missing - Dispersa (Jesse Stone: Death in Paradise), regia di Robert Harmon (2006)
- Boston Legal – serie TV, 4 episodi (2006)
- Sea Change - Delitto perfetto (Jesse Stone: Sea Change), regia di Robert Harmon (2007)
- Las Vegas – serie TV, 19 episodi (2007-2008)
- Jesse Stone - Nel mezzo del nulla (Jesse Stone: Thin Ice), regia di Robert Harmon (2009)
- Jesse Stone: nessun rimorso (Jesse Stone: No Remorse), regia di Robert Harmon (2010)
- Jesse Stone - Operazione Mosca (Jesse Stone: Innocents Lost), regia di Dick Lowry (2011)
- Jesse Stone - Trappola di fuoco (Jesse Stone: Benefit of the Doubt), regia di Robert Harmon (2012)
- Blue Bloods – serie TV, 235 episodi (2010-2024)
- Jesse Stone - Delitti irrisolti (Jesse Stone: Lost in Paradise), regia di Robert Harmon (2015)
- Friends: The Reunion, regia di Ben Winston – special TV (2021)

### Doppiaggio
- I Robinson - Una famiglia spaziale (Meet the Robinsons), regia di Stephen J. Anderson (2007)

## Riconoscimenti
- Stella sulla Hollywood Walk of Fame (1986)[20]

- Primetime Emmy Awards
  - 1984 – Migliore attore protagonista in una serie drammatica per Magnum, P.I.

## Doppiatori italiani
Nelle versioni in italiano delle opere in cui ha recitato, Tom Selleck è stato doppiato da:
- Elio Zamuto in Magnum P.I. (st. 1), Simon & Simon, Avventurieri ai confini del mondo, Lassiter lo scassinatore, Killers (ed. DVD)
- Natale Ciravolo in Magnum P.I. (st. 2-8), La signora in giallo, Carabina Quigley, L'estate della nostra vita
- Michele Gammino in Fiducia tradita, Las Vegas, Boston Legal, Killers (ed. TV)
- Pino Colizzi in Alibi seducente, Un uomo innocente, Tre scapoli e una bimba, Guai in famiglia
- Sergio Di Stefano in In & Out, Friends
- Stefano De Sando in Monte Walsh - Il nome della giustizia, Blue Bloods
- Sergio Tedesco ne Le strade di San Francisco
- Vittorio Di Prima ne La battaglia di Midway
- Cesare Barbetti in Charlie's Angels
- Claudio Capone in Agenzia Rockford
- Enzo Consoli in Coma profondo
- Massimo Lopez in Ombre a cavallo
- Danilo Bruni in Causa di divorzio
- Luciano De Ambrosis in Runaway
- Paolo Poiret in Tre scapoli e un bebè
- Romano Malaspina in Cristoforo Colombo: la scoperta
- Renato Cortesi in Campione per forza
- Fabrizio Pucci in Ultima fermata a Saber River
- Massimo Corvo in La lettera d'amore
- Saverio Moriones in Fuoco incrociato
- Gino La Monica in Falsa accusa
- Roberto Draghetti in L'alba del D-Day
- Angelo Nicotra in Jesse Stone
- Roberto Fidecaro in Friends: The Reunion
- Carlo Marini in Monte Walsh - Il nome della giustizia (ridoppiaggio)

Da doppiatore è stato sostituito da:
- Giovanni Muciaccia ne I Robinson - Una famiglia spaziale